# Osaka Express
Osaka Express (construido en 2007) es un portacontenedores operado por la compañía naviera Hapag-Lloyd. Este en es uno de los barcos más grandes del mundo, solo superado por el Emma Mærsk . Tiene 103,800 toneladas de peso muerto (DWT). Puede alcanzar una velocidad de 25 kn. Pertenece a la clase de barcos de Colombo Express.

## Clase Colombo Express
- Bremen Express
- Chicago Express
- Colombo Express
- Hanover Express
- Kuala Lumpur Express
- Kyoto Express
- Osaka Express
- Tsingtao Express